# Jogltisch

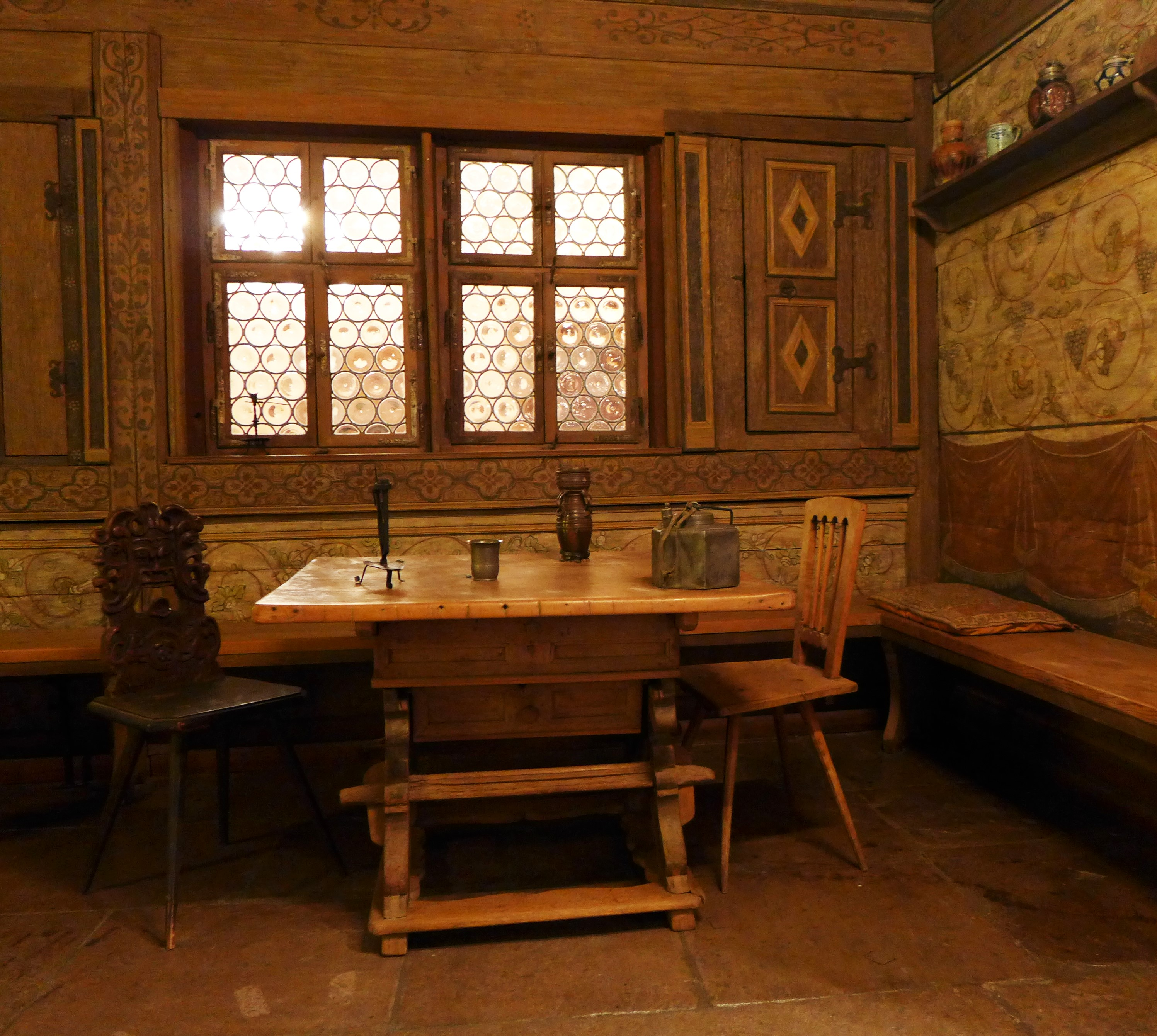
Jogltisch in einer Winzerstube vom Ende des 16. Jahrhunderts (Mainfränkisches Museum Würzburg, Volkskundliche Abteilung)

Der Jogltisch ist ein Bauernmöbel, das überwiegend aus Fichten-, Rotföhren- oder Rotbuchenholz gefertigt wird.
Als „Rhöntisch“ ist er auch in der Rhön, dem Mittelgebirge im Dreiländereck Hessen–Bayern–Thüringen, bekannt und dort auch noch anzutreffen.
Die Tischplatte ist meist verschiebbar; darunter angebracht sind zahlreiche Fächer, eine Brotlade und eine zusätzliche Bestecklade. Knapp über dem Boden befindet sich eine Trittleiste (Vergeltsgott genannt), die den Zweck hatte, die Füße vor der Kälte des Bodens zu schützen. Auch wurde sie verwendet, um beim Familien- und beim Tischgebet darauf zu knien.

## Herkunft und historische Bedeutung
Der Jogltisch, auch Jokeltisch genannt, wurde ursprünglich im Joglland, einer waldreichen Mittelgebirgsgegend in der nördlichen Steiermark, gebaut und um die Mitte des letzten Jahrtausends von einem Mönch des Augustiner-Chorherrenstiftes Vorau erstmals geschichtlich erwähnt.

## Kulturelle Bedeutung
Der Jogltisch stellte in der bäuerlichen Familie stets den Mittelpunkt des sozialen Lebensraumes dar. Unweit der Feuerstelle oder des Herdes diente er auch als Kochstelle. Auf dem Jogltisch wurde gegessen, an ihm zusammengesessen, gefeiert, getrauert, geredet, gebetet und Verträge abgeschlossen. Da viele bäuerliche Familien damals oft über keine Schränke und Kästen verfügten, wurden wichtige Dokumente und Gegenstände gerne unter der verrückbaren Tischplatte verwahrt.
Ein interessantes literarisches Beispiel findet sich in einer Erzählung des österreichischen Schriftstellers Peter Rosegger, der eine Szene am Jogltisch wie folgt beschreibt: „Der Nachbar saß am Tisch, schnitt sich aber nichts vom Brot und wollte von einem gütlichen Vergleich nichts wissen. Da stemmte sich mein Vater an die Tischplatte, diese gab nach und schob sich über das darunter liegende Fach hinweg. Nun zog mein Vater aus den vielen sorglich zusammengebundenen Papieren, die im Gelasse waren, ein Blatt hervor und sagte ‚Wirst eh selber drauf unterschrieben sein‘ und legte es dem Nachbarn vor. Dieser studierte das Schriftstück kurz und zog kleinlaut von dannen. Mein Vater schob die wuchtige Ahornplatte wieder zurück und von dem Tag an wußte ich, wo das Urkundenarchiv des Hauses war.“

## Der Jogltisch heute
Heute zählen originale Jogltische zu den absoluten Raritäten, sind sehr teuer und werden nur selten angeboten. In einigen historischen Höfen kann man allerdings noch solche Tische bewundern. Auch bieten einige Tischler heute Nachbauten des Jogltisches an, da sich gerade in den letzten Jahren ein Trend in Richtung traditioneller Wohnkultur abzeichnet.